# Les grands poissons mangent les petits
Les grands poissons mangent les petits est un dessin à la plume et au pinceau de Pieter Bruegel l'Ancien réalisé en 1556. Il est exposé au  Palais  Albertina de Vienne.

## Contenu et exécution
C'est à partir d'un point de vue surélevé, que l'observateur regarde un paysage côtier avec un  îlot en amont. Sur la rive un gigantesque poisson  est en train d'être dépecé par deux personnes. De la bouche et du flanc ouverts, sortent des poissons et d'autres créatures marines, qui eux-mêmes ont de plus petits animaux dans la bouche. Même les moules essaient de capturer les poissons. Dans l'eau, un poisson avale un autre poisson, alors que lui-même est dévoré. Sur la rive, un pêcheur utilise un petit poisson comme appât pour un grand. Sur un arbre à droite en haut, le produit de la pêche est accroché pour sécher devant une cabane et devant on aperçoit une créature mi homme mi poisson. Au premier plan, dans un bateau échoué sur la rive, un père montre la scène à son fils tandis qu'un autre homme dépèce sa prise et en extrait un autre poisson.
Le dessin à la plume et au pinceau, qui a subi des moisissures, est signé en bas à droite 1556 brueghel. 

## Interprétation
Le motif manger et être mangé est systématiquement représenté dans ce dessin. Sur le couteau gigantesque, avec lequel le poisson est ouvert, est gravé un orbe.
Le père montre à son fils un monde dans lequel le plus fort vit au détriment du plus faible.
La gravure sur cuivre réalisée d'après ce dessin est annotée en bas de deux phrases significatives : le titre latin GRANDIBVS EXIGVI SVNT PISCES PISCIBVS ESCA et le discours du père : Siet sone dit hebbe ick zeer langhe gheweten / dat die groote vissen de cleyne eten (en français approximativement: Vois mon fils, je sais depuis longtemps que le grand dévore le petit). Sur cette gravure c'est Hieronymus Bosch qui est désigné comme auteur (Hieronymus Bos. Inventor.
Bien que le motif semble directement émaner de Bosch, sa transposition plaide en faveur de Bruegel, au caractère plus rationnel. Le Metropolitan Museum of Art – qui possède la gravure – le considère comme l'auteur de cet exemplaire.
On ne sait si Bruegel a travaillé à partir d'un original perdu de Bosch ou s'il a utilisé ce nom plus « vendeur ».

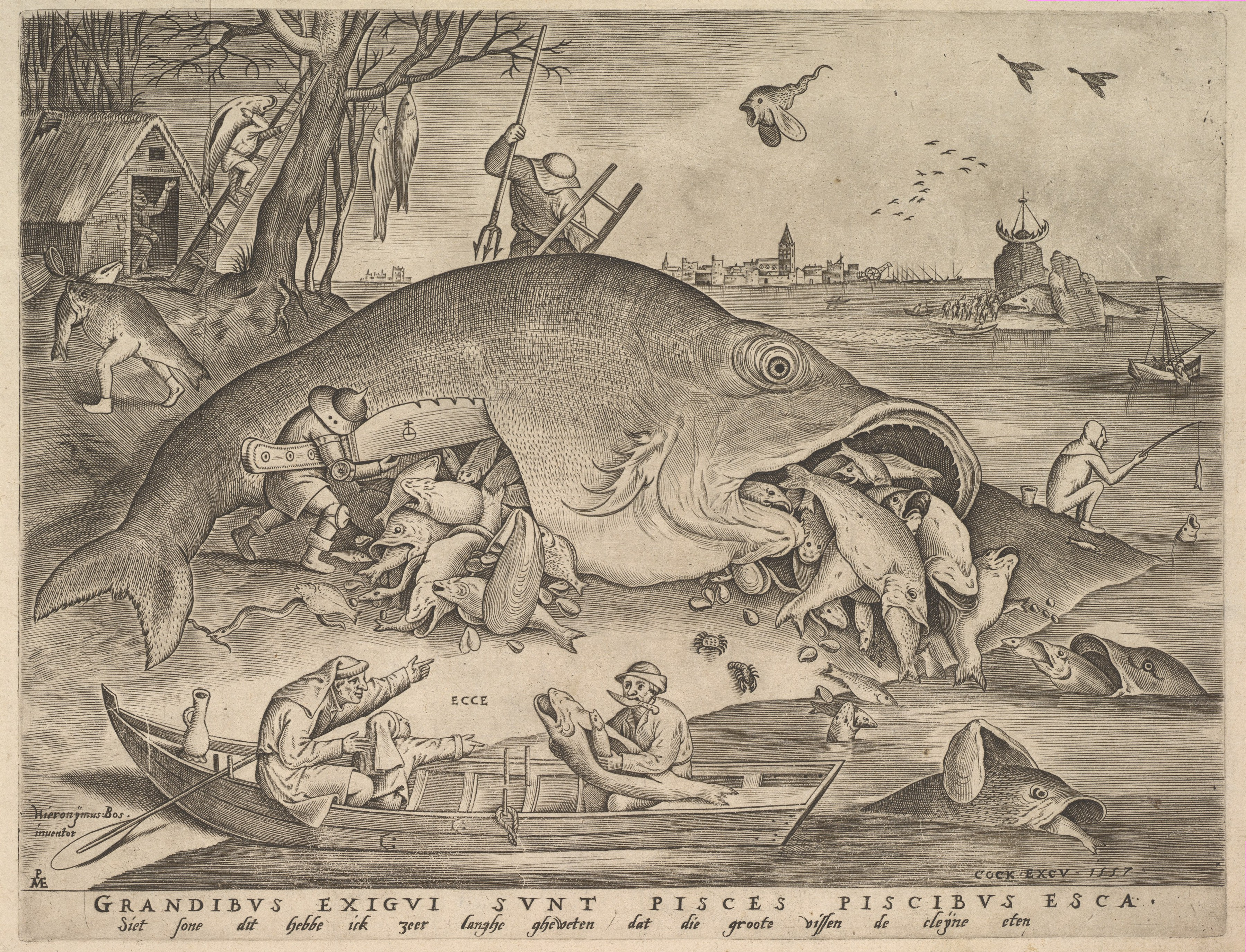
Gravure au Metropolitan Museum of Art
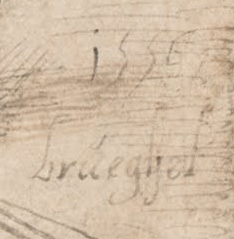
Signature et date
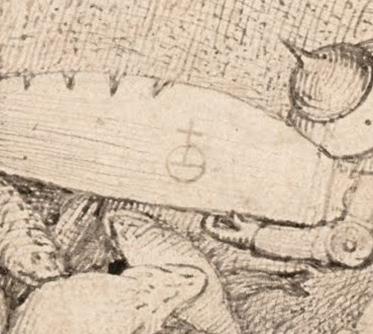
Couteau avec l'orbe

## Source de la traduction
- (de) Cet article est partiellement ou en totalité issu de l’article de Wikipédia en allemand intitulé « Die großen Fische fressen die kleinen » (voir la liste des auteurs).